# Mouvement socialiste guadeloupéen
Le Mouvement socialiste guadeloupéen est un parti créé par une partie de la FGPS, opposée à la signature du Programme commun en 1972.

## Création
Lors de la signature du Programme commun entre les partis socialiste et communiste français, une majorité de la section guadeloupéenne rejette l'accord.
Par anticommunisme, mais surtout par opposition au Chapitre VI de la quatrième partie.
Celui-ci prévoit : 
1. le droit à l'auto-détermination des peuples des DOM et des TOM
2. que "les DOM seront érigés en collectivités nouvelles prévues par l'article 72 de la Constitution"
3. que "les populations seront appelées à élire une assemblée, ayant pour but l'élaboration d'un nouveau statut qu'elle discutera avec le gouvernement, et qui permettra à ces peuples de gérer eux-mêmes leurs propres affaires".

Sitôt ce programme signé (le 12 juillet), les dirigeants de la section guadeloupéenne décident de couper tout lien fédéral avec le PS métropolitain. Malgré l'absence littérale du mot "autonomie", le texte va plutôt dans ce sens.
Or le mot d'ordre d'Autonomie est celui de leur grand adversaire, le Parti communiste guadeloupéen.
Ils veulent s'assurer que l'île reste « un morceau de l'histoire de France palpitant sous d'autres cieux ».

## Vie interne

### Membres
Les hommes forts du parti sont le secrétaire général sortant, conseiller général et maire des Abymes Frédéric Jalton, et l'ancien sénateur, actuel conseiller général et maire de Saint-François Lucien Bernier.
Ils sont suivis par la grande majorité des militants, et par la quasi-totalité des cadres, comme Henri Rinaldo, Georges Touchaud, Georges Dagonia, François Louisy, Lucette Michaux-Chevry…
Seuls restent fidèles au parti métropolitain les proches de René Toribio, qui refonde une section en octobre 1972.

### Résultats
Frédéric Jalton est élu député comme apparenté majorité présidentielle lors des législatives de 1973. Il rejoint malgré tout le groupe socialiste en 1974.
Dans les faits, durant les années 1972-1975, l'UDR ne présente pas de candidat contre les sortants, les reports de voix « anticommuniste » sont efficaces de part et d'autre.
Il progresse aux Élections cantonales françaises de 1973, remportant plusieurs cantons, alors que l'UDR stagne. Ce qui fait dire qu'il existe une opposition de gauche au gouvernement, mais non autonomiste.

### Rabibochage avec le PS
Pour l'élection présidentielle de 1974, François Mitterrand veut récupérer les anciens socialistes des DOM.
Il envoie donc Gaston Defferre rassurer les militants départementalistes, en les assurant que "le point du programme commun qui pourrait sous-entendre l'indépendance des Antilles en cas d'une prise de pouvoir de la gauche a été mal rédigé".
Et que "si ultérieurement la question du statut se pose, elle devra être résolue par une consultation des Antillais, et non un référendum à l'échelon national. Nous savons à quel point les Antillais sont attachés à la France et François Mitterrand ne veut pas rompre avec les Antilles, bien au contraire ".
C'est une réussite, le MSG soutient François Mitterrand dès le premier tour.

### Scission de l'aile droite
La présidentielle est également le moment de la rupture de Lucien Bernier d'avec le mouvement socialiste. Il préconise d'abord l'abstention au premier tour et un vote contre le candidat du programme commun au second. Puis très vite, il opte pour un vote direct pour Valéry Giscard d'Estaing. Il emporte avec lui des élus comme Georges Touchaud et une partie des militants vers l'UDF, sur des positions départementalistes affirmées.

## Réintégration
Le 11 avril 1975, au cours d'une réunion de son comité directeur, le MSG décide de réintégrer la FGPS, après presque trois ans de vie séparée.